# El jardín de Jeannette
Une vie (titulada El jardín de Jeannette en España, y Una vida, una mujer en Hispanoamérica) es una película belga-francesa de 2016 dirigida por Stéphane Brizé. La película compite por el León de oro en el Festival de cine de Venecia.

## Sinopsis
Normandía, 1819. Jeanne es una chica joven, inocente y repleta de sueños infantiles, cuando regresa a casa tras estudiar en un convento. Pero tras casarse con un hombre del pueblo, su vida pega un giro y sus ilusiones se rompen. 

## Reparto
- Judith Chemla como Jeanne du Perthuis des Vauds.
- Jean-Pierre Darroussin como Simon-Jacques Le Perthuis des Vauds.
- Yolande Moreau como Adélaïde Le Perthuis des Vauds.
- Swann Arlaud como Julien de Lamare.
- Nina Meurisse como Rosalie.
- Finnegan Oldfield como Paul de Lamare.
- Clotilde Hesme como Gilberte de Fourville.
- Alain Beigel como Georges de Fourville.
- Olivier Perrier como Picot.
- François-Xavier Ledoux como Tolbiac.
- Lucette Beudin como Ludivine.
- Sarah Durand como Françoise.
- Marc Olry como Ferdinant de Vauvert.
- Lise Lamétrie como Rose.

## Premios y nominaciones
| Año  | Categoría              | Persona nominada | Resultado |
| ---- | ---------------------- | ---------------- | --------- |
| 2016 | Mejor director del año | Stéphane Brizé   | Ganador   |

| Año  | Categoría                       | Resultado |
| ---- | ------------------------------- | --------- |
| 2016 | León de Oro a la mejor película | Nominado  |
| 2016 | Premio FIPRESCI                 | Ganador   |

| Año  | Categoría                                | Resultado |
| ---- | ---------------------------------------- | --------- |
| 2016 | Premio Especial del Jurado Internacional | Ganador   |

| Año  | Categoría       | Persona nominada  | Resultado |
| ---- | --------------- | ----------------- | --------- |
| 2017 | Mejor actriz    | Judith Chemla     | Nominada  |
| 2017 | Mejor vestuario | Madeline Fontaine | Nominada  |

| Año  | Categoría                         | Resultado |
| ---- | --------------------------------- | --------- |
| 2017 | Premio The Wilf Family Foundation | Nominada  |

| Año  | Categoría       | Persona nominada | Resultado |
| ---- | --------------- | ---------------- | --------- |
| 2017 | Mejor película  | Mejor película   | Nominada  |
| 2017 | Mejor dirección | Stéphane Brizé   | Nominado  |
| 2017 | Mejor actriz    | Judith Chemla    | Nominada  |
| 2017 | Mejor imagen    | Antoine Héberlé  | Nominado  |

| Año  | Categoría               | Persona nominada | Resultado |
| ---- | ----------------------- | ---------------- | --------- |
| 2018 | Mejor actriz secundaria | Yolande Moreau   | Nominada  |